# Telekamery 2001
Telekamery 2001 – czwarte wręczenie nagrody Telekamery Tele Tygodnia za rok 2000 dla postaci telewizyjnych. Gościem zagranicznym była Sophia Loren. Nagrody przyznano w 10 kategoriach. Gala odbyła się 15 stycznia 2001.

## Zwycięzcy

### Publicystyka
- Elżbieta Jaworowicz – Sprawa dla reportera – TVP1 (1. miejsce)
- Monika Olejnik – Kropka nad i – TVN (2. miejsce)
- Waldemar Milewicz – TVP1 (3. miejsce)
- Kamil Durczok – Debata – TVP1
- Włodzimierz Szaranowicz – TVP1

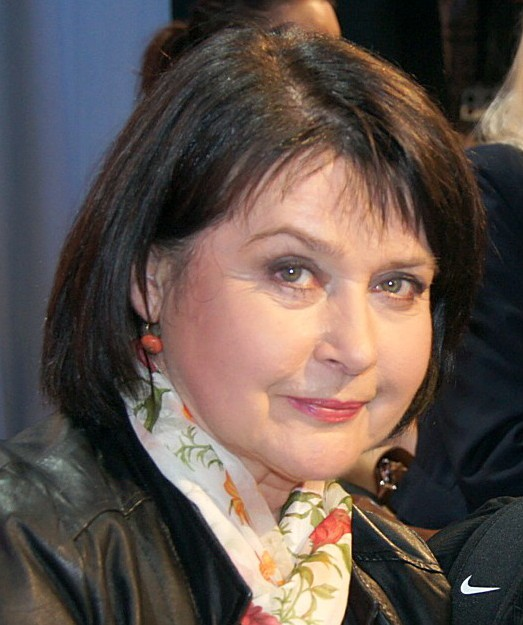
Elżbieta Jaworowicz
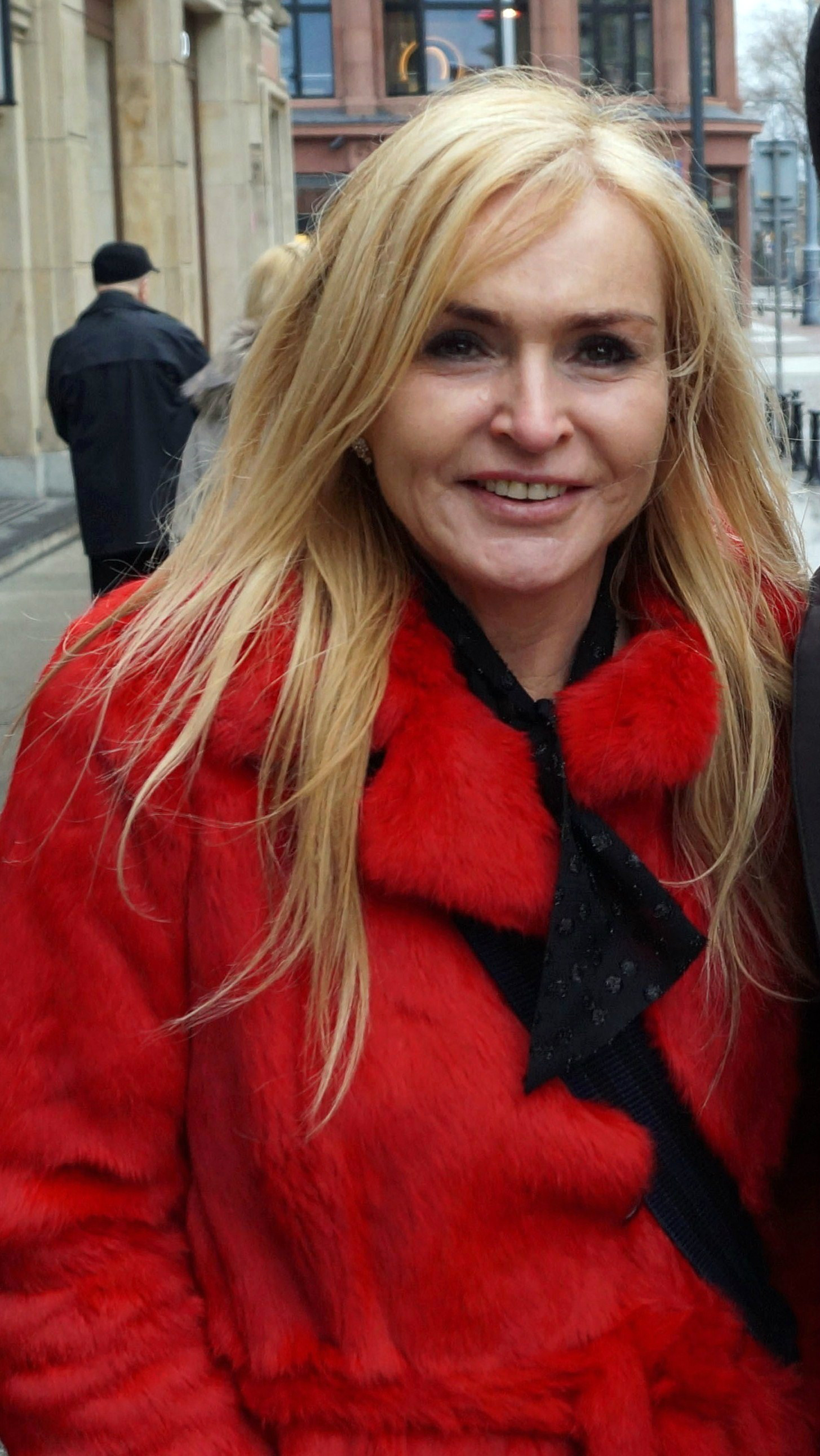
Monika Olejnik
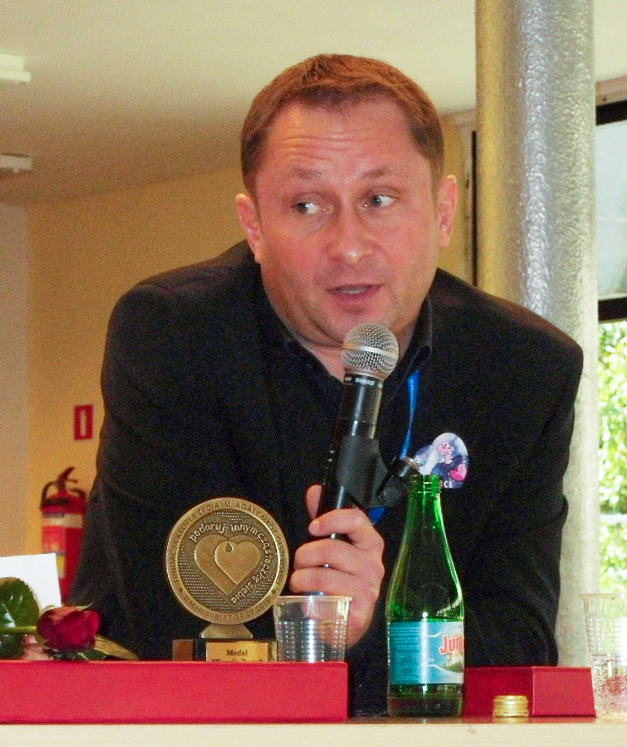
Kamil Durczok
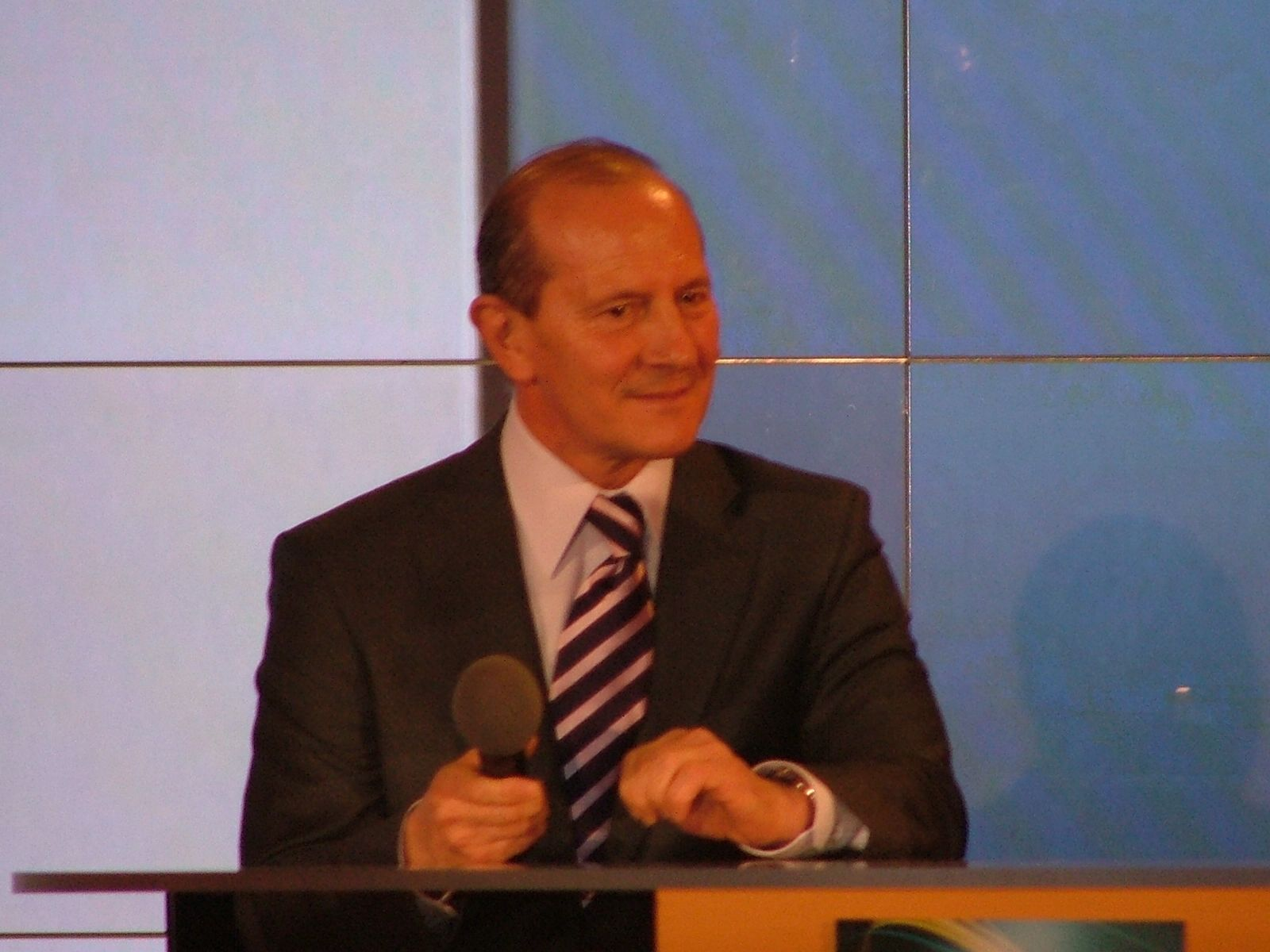
Włodzimierz Szaranowicz

### Informacje
- Krystyna Czubówna – Panorama – TVP2 (1. miejsce)
- Tomasz Lis – Fakty – TVN (2. miejsce)
- Jolanta Pieńkowska – Wiadomości – TVP1 (3. miejsce)
- Grażyna Bukowska – Wiadomości – TVP1
- Dorota Gawryluk – Informacje – Polsat

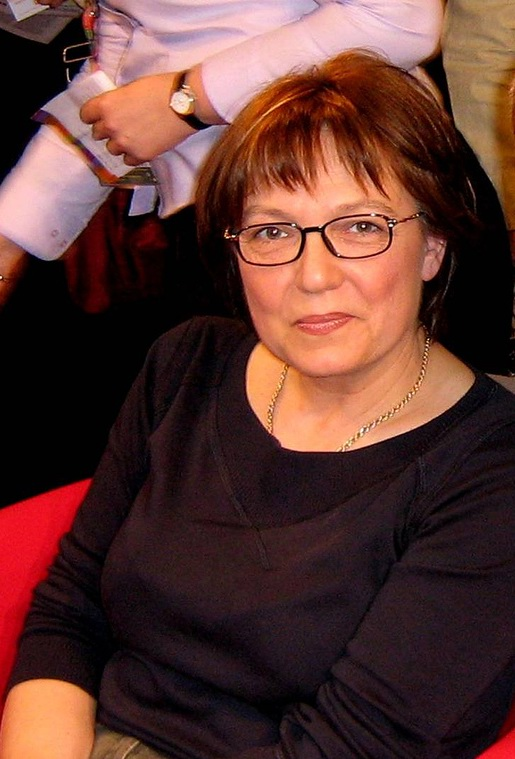
Krystyna Czubówna
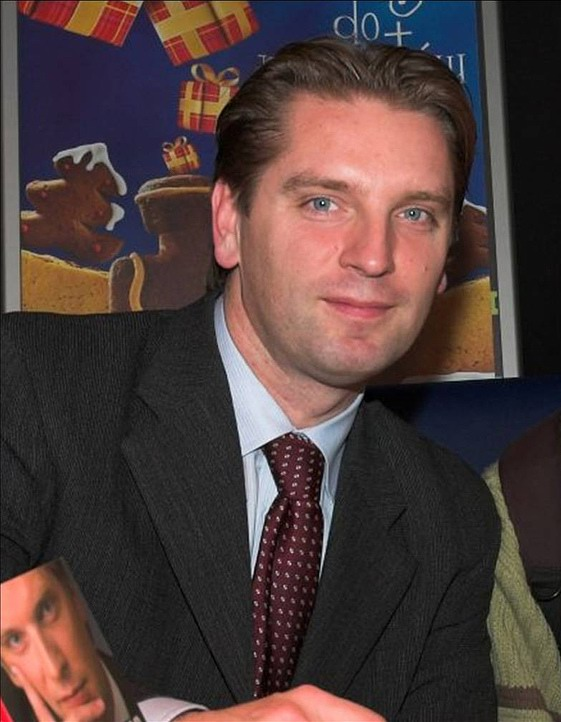
Tomasz Lis
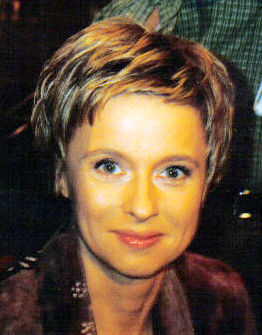
Jolanta Pieńkowska
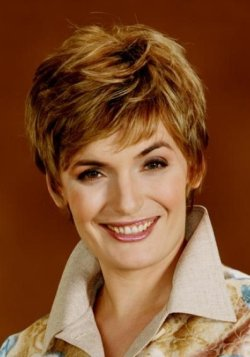
Dorota Gawryluk

### Serial Komediowy
- Świat według Kiepskich – Polsat (1. miejsce)
- Miodowe lata – Polsat (2. miejsce)
- Święta wojna – TVP2 (3. miejsce)
- Lokatorzy – TVP1
- Graczykowie – Polsat

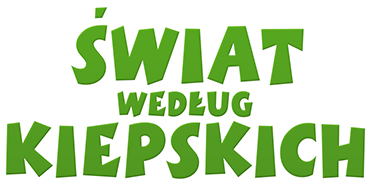
Świat według Kiepskich

### Teleturnieje i Gry
- Hubert Urbański – Milionerzy – TVN (1. miejsce)
- Robert Janowski – Jaka to melodia? – TVP1 (2. miejsce)
- Krzysztof Ibisz – Życiowa szansa – Polsat (3. miejsce)
- Karol Strasburger – Familiada – TVP2
- Tadeusz Sznuk – Jeden z dziesięciu – TVP2

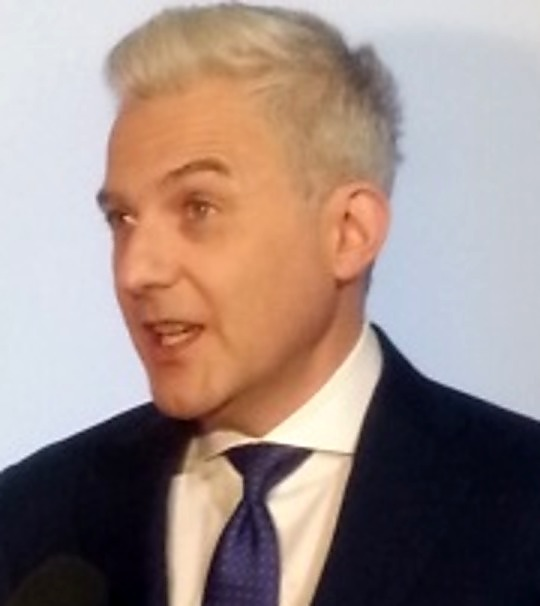
Hubert Urbański
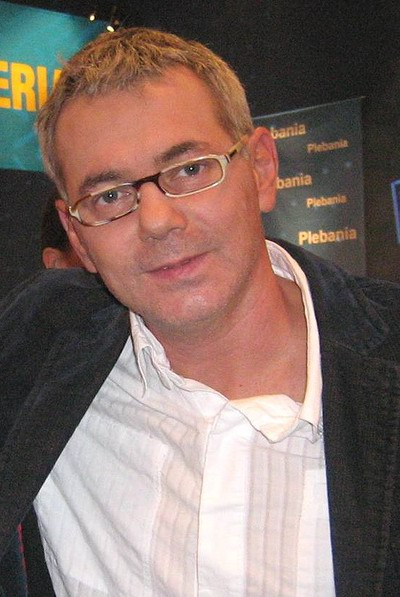
Robert Janowski
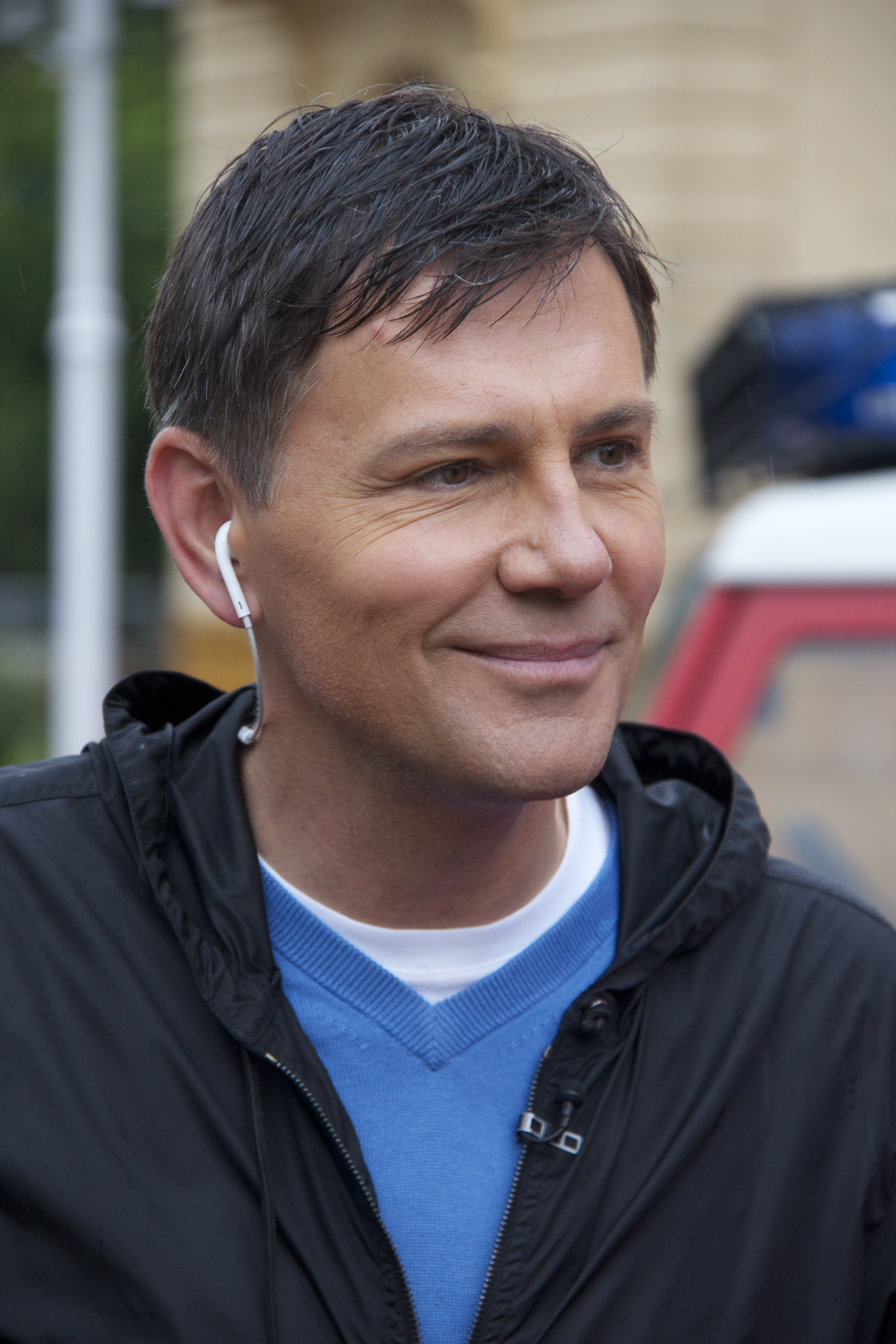
Krzysztof Ibisz
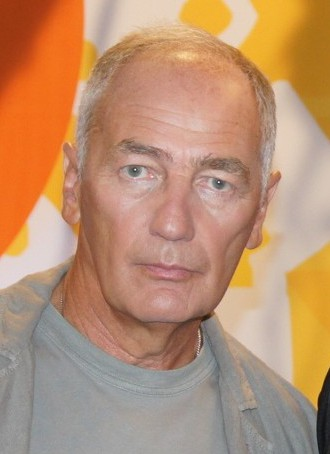
Karol Strasburger
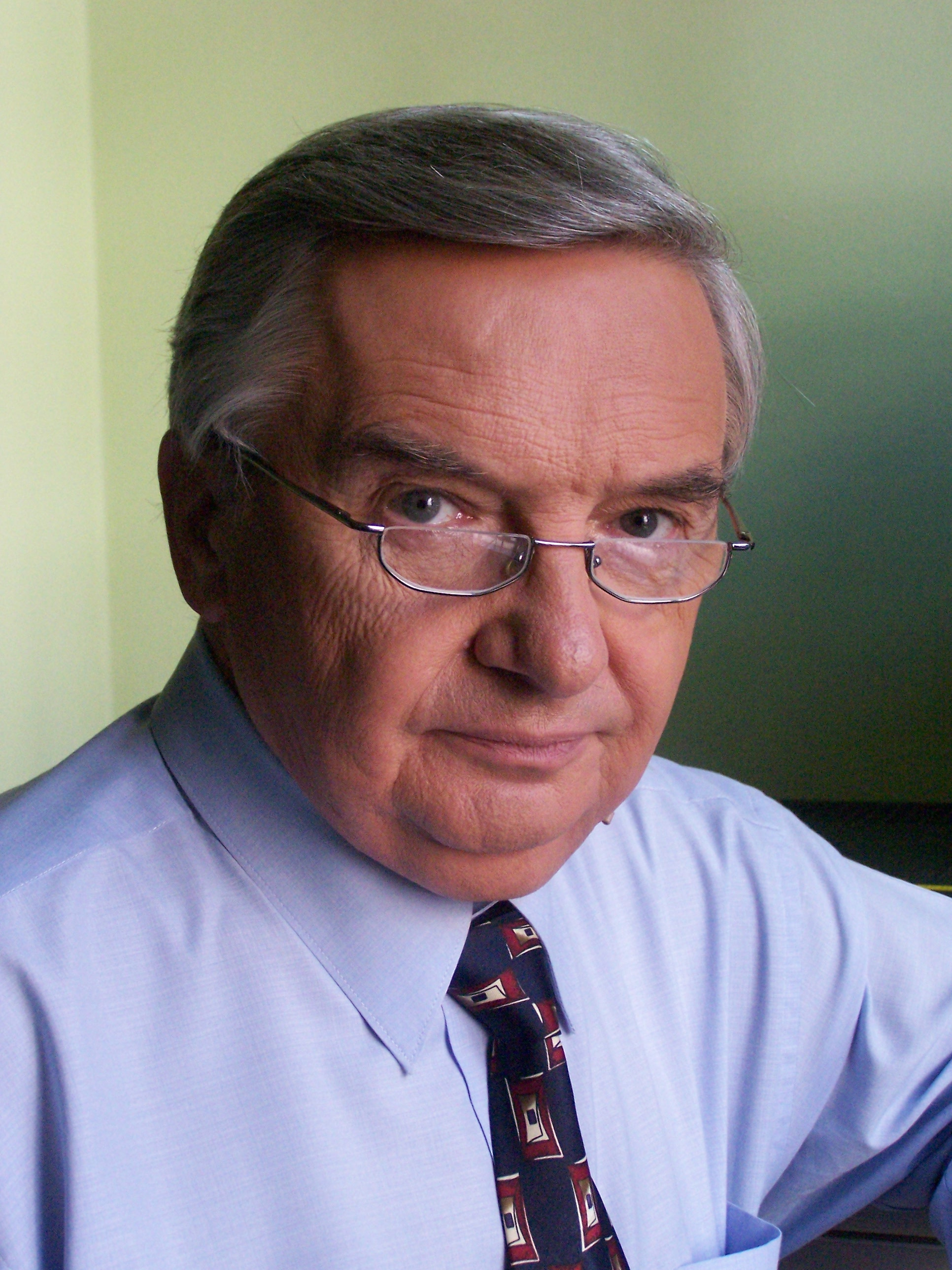
Tadeusz Sznuk

### Talk-show
- Wojciech Jagielski – Wieczór z Jagielskim – TVP2 (1. miejsce)
- Wojciech Mann i Krzysztof Materna – MdM – TVP2 (2. miejsce)
- Nina Terentiew – Bezludna wyspa – TVP2 (3. miejsce)
- Ewa Drzyzga – Rozmowy w toku – TVN
- Mariusz Szczygieł – Na każdy temat – Polsat

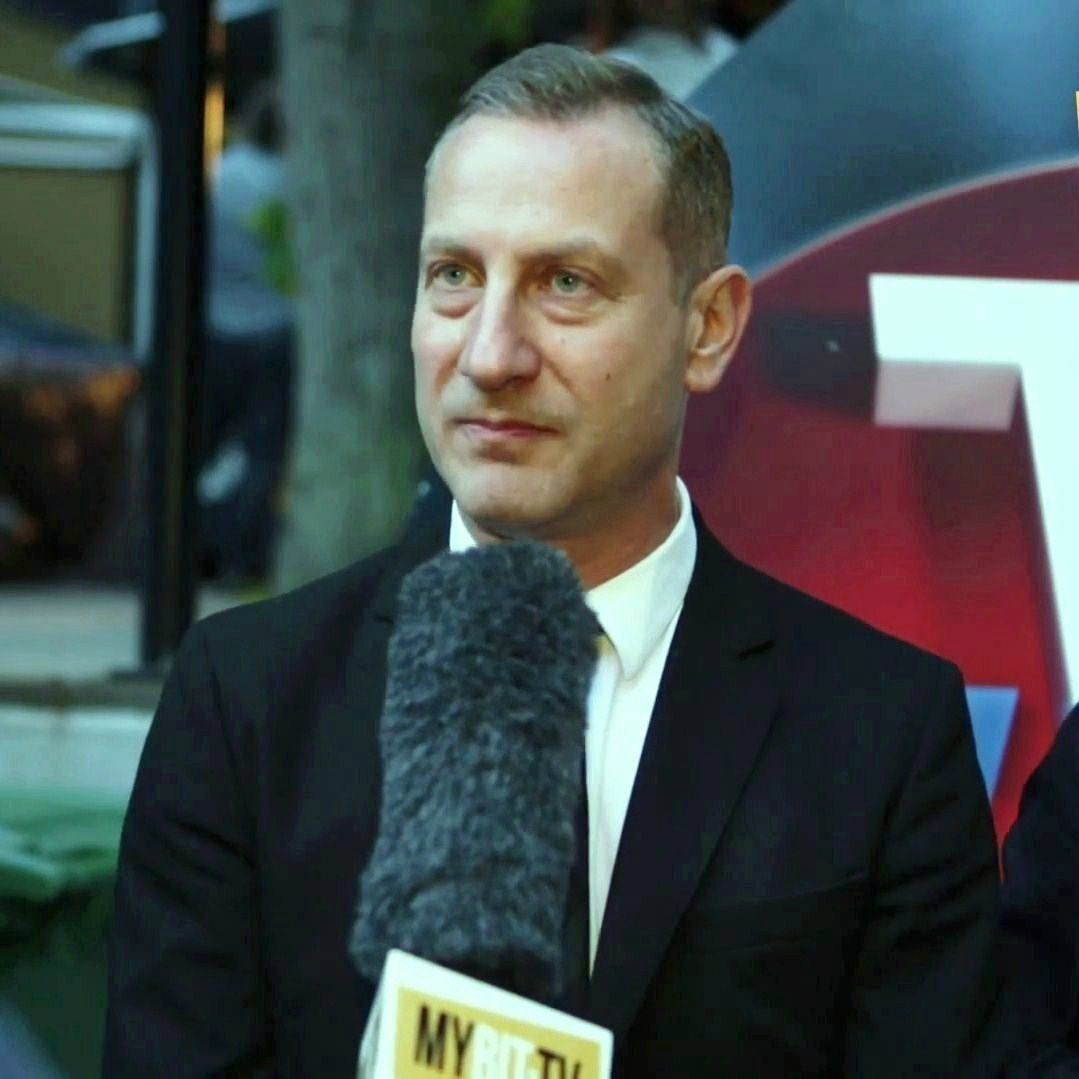
Wojciech Jagielski
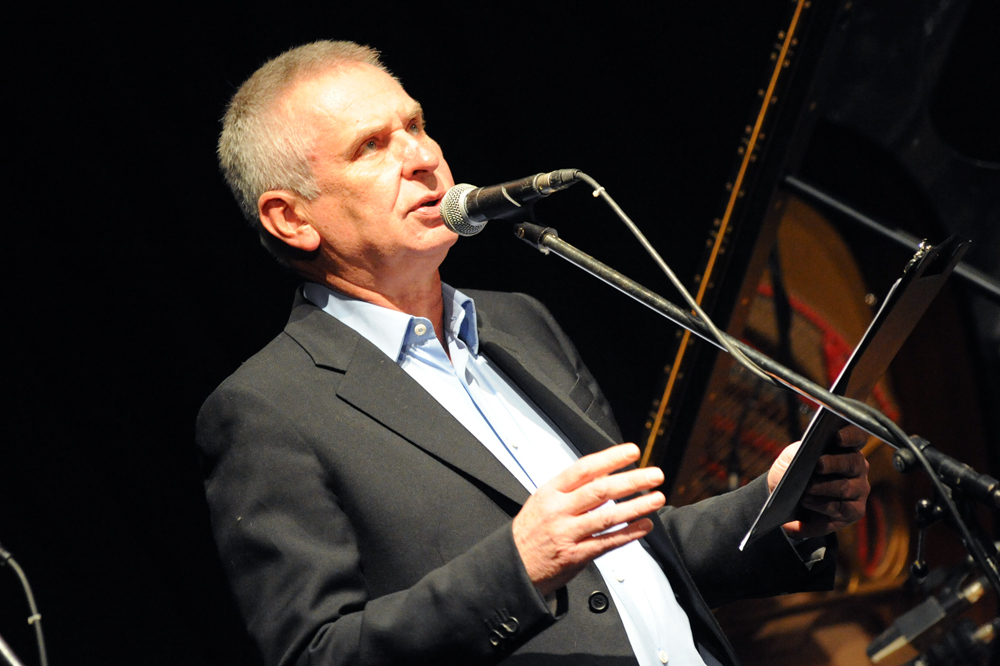
Krzysztof Materna
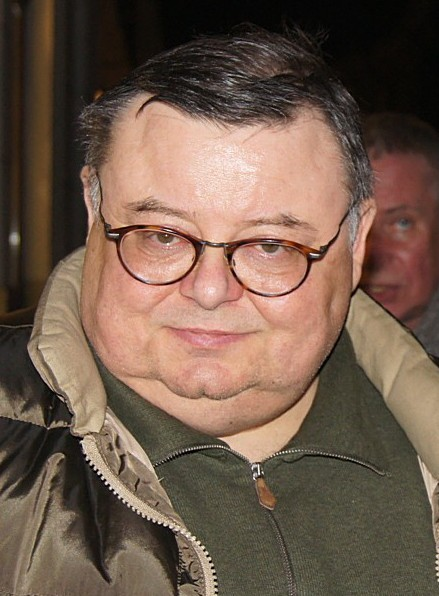
Wojciech Mann
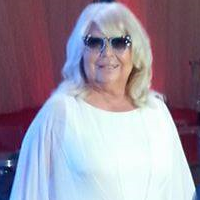
Nina Terentiew
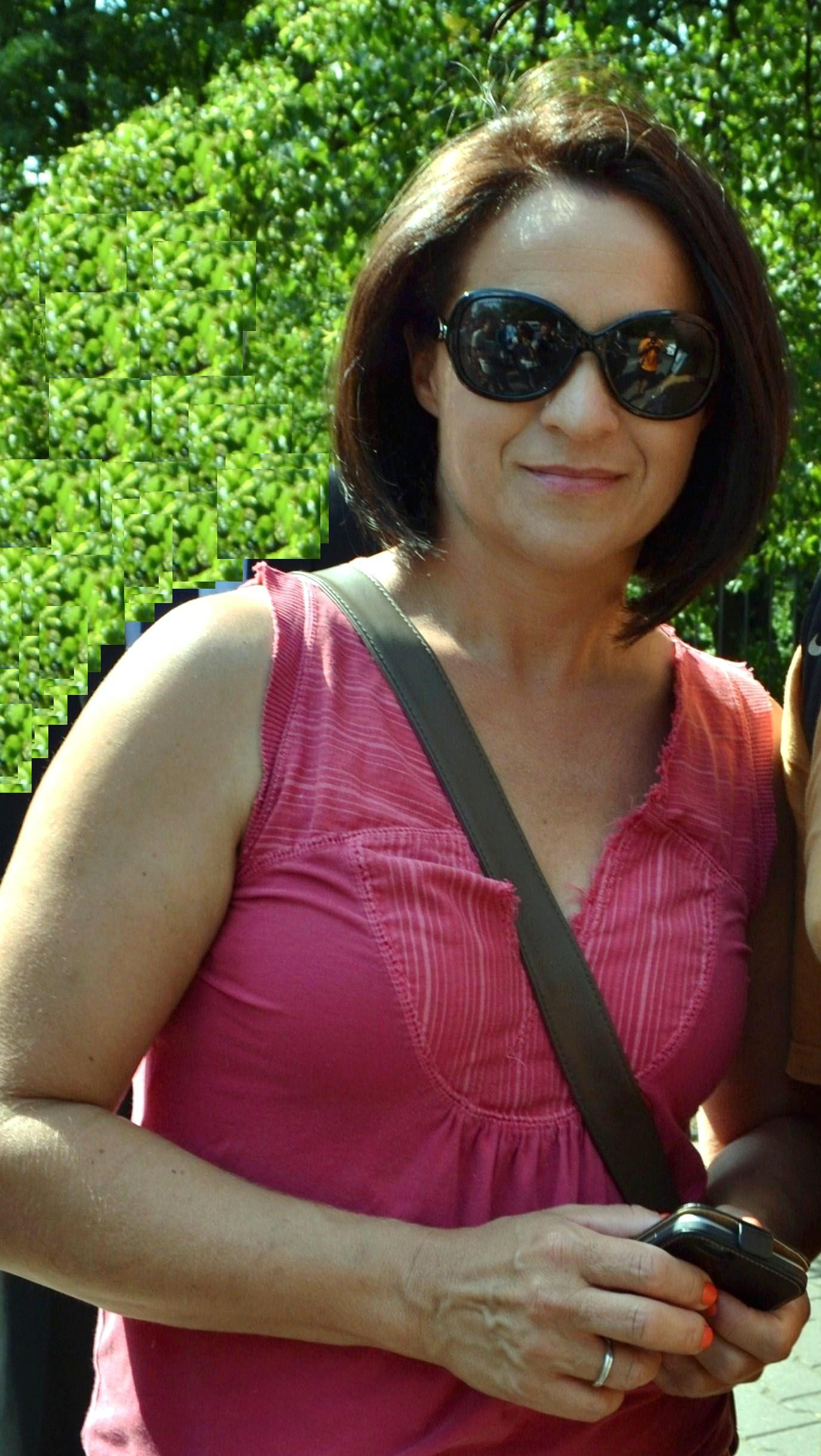
Ewa Drzyzga
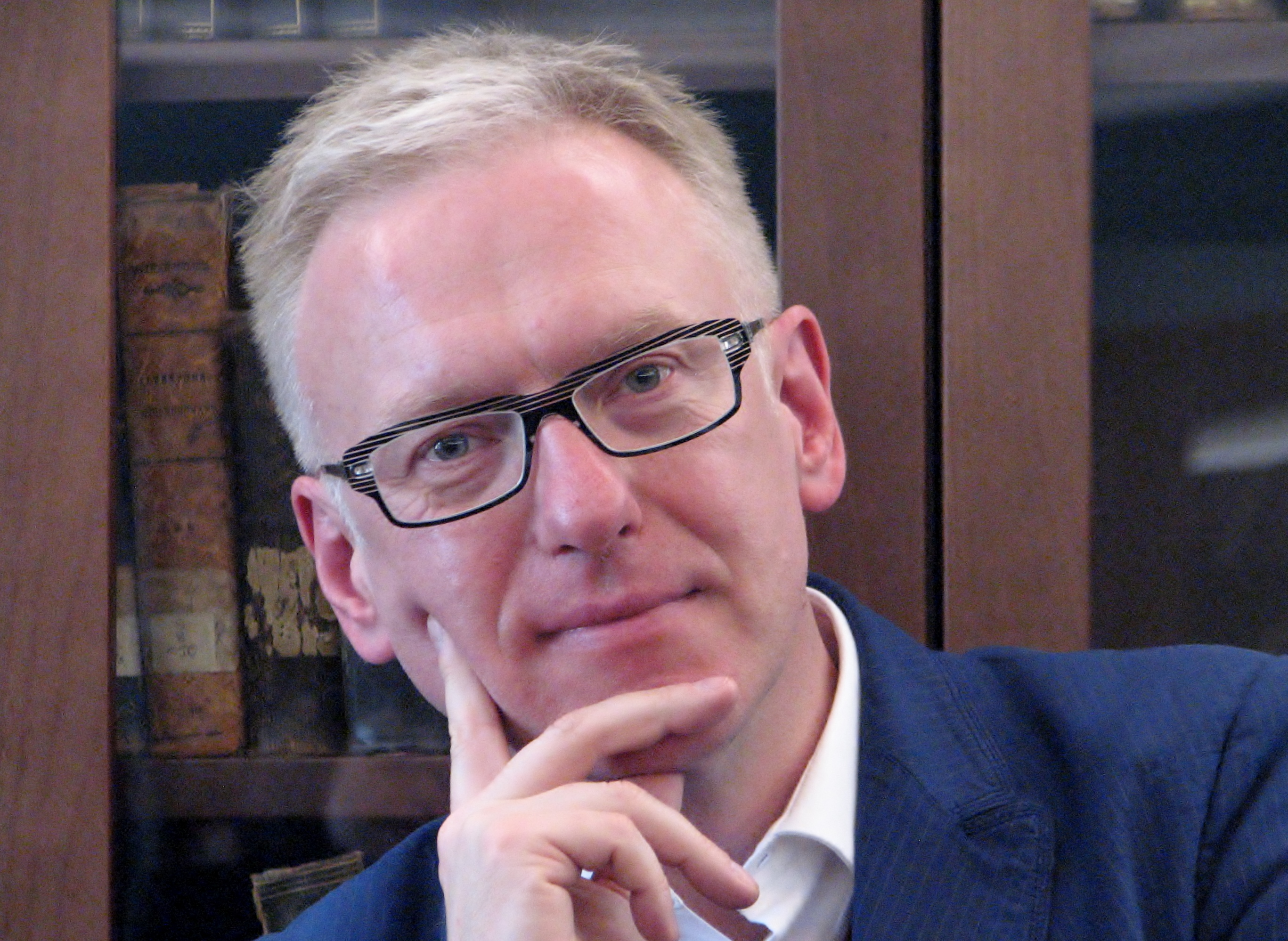
Mariusz Szczygieł

### Prezenterzy
- Grażyna Torbicka – Kocham Kino – TVP2 (1. miejsce)
- Jolanta Fajkowska – TVP2 (2. miejsce)
- Agata Młynarska – TVP2 (3. miejsce)
- Tomasz Kammel – TVP1
- Anna Maruszeczko – TVP1

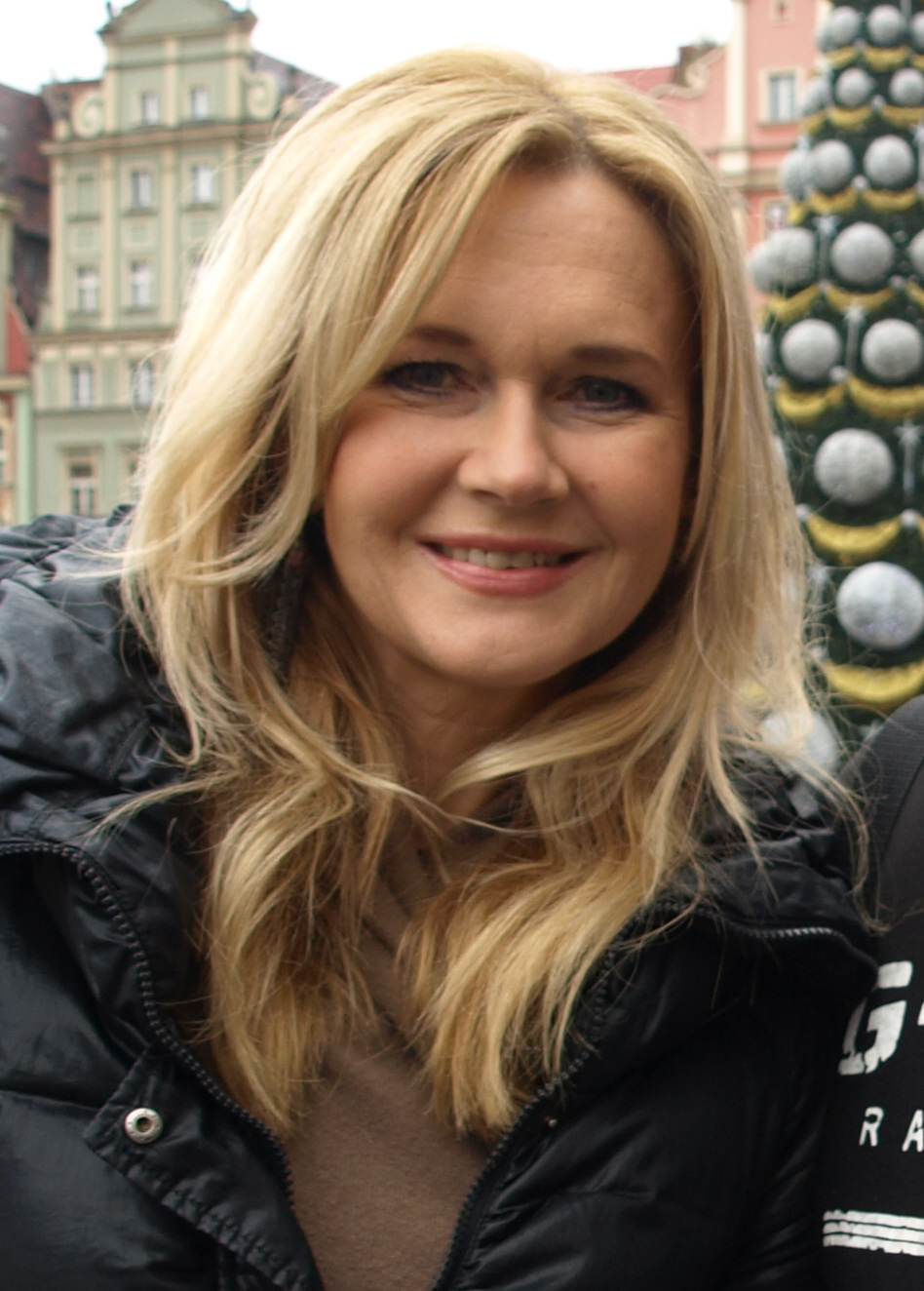
Grażyna Torbicka
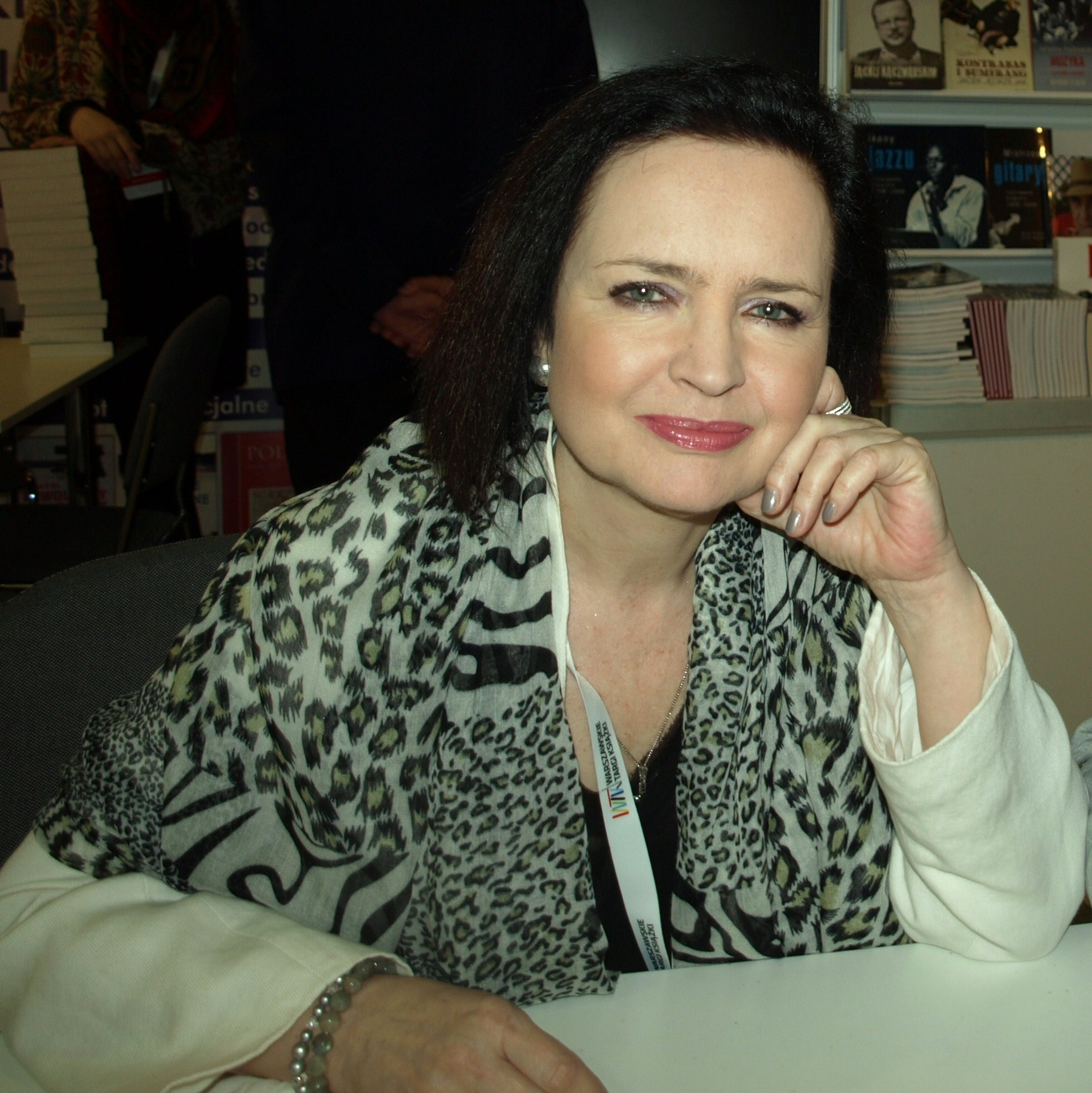
Jolanta Fajkowska
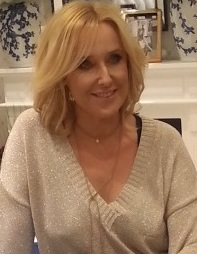
Agata Młynarska
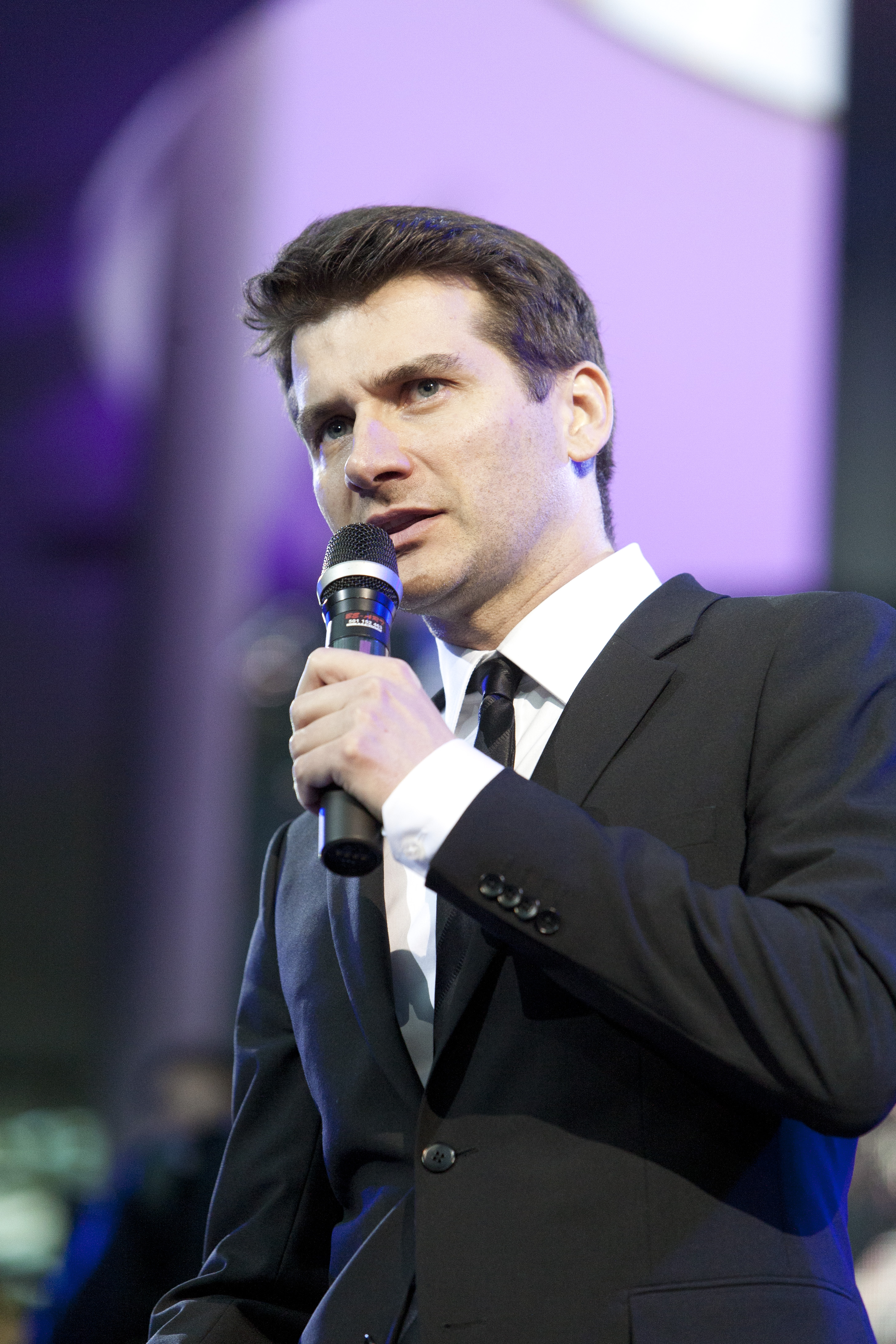
Tomasz Kammel

### Aktor
- Artur Żmijewski – Na dobre i na złe – TVP2 (1. miejsce)
- Tomasz Stockinger – Klan – TVP1 (2. miejsce)
- Zbigniew Buczkowski – Graczykowie – Polsat (3. miejsce)
- Janusz Gajos
- Kazimierz Kaczor – Złotopolscy – TVP2

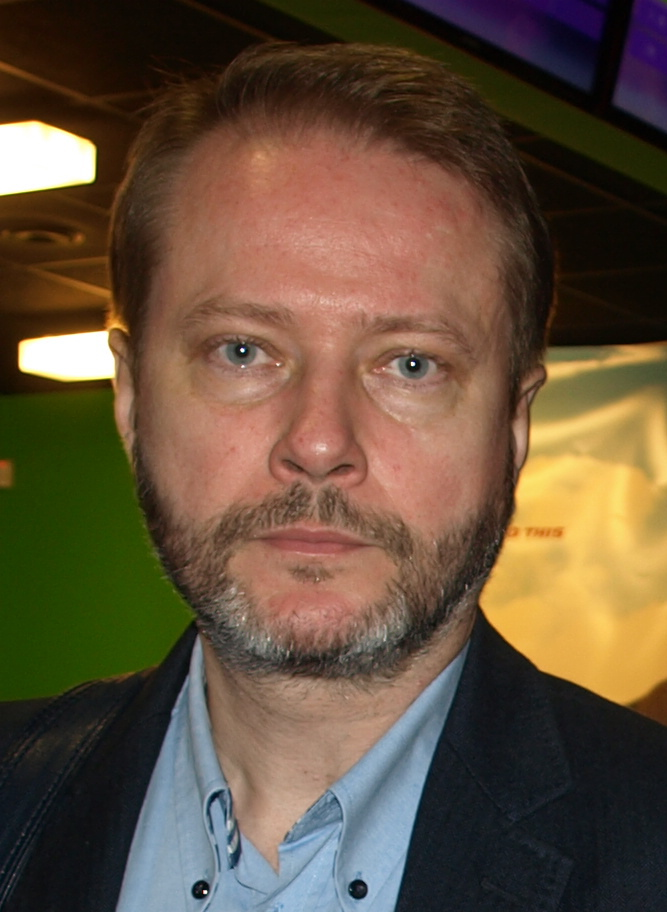
Artur Żmijewski
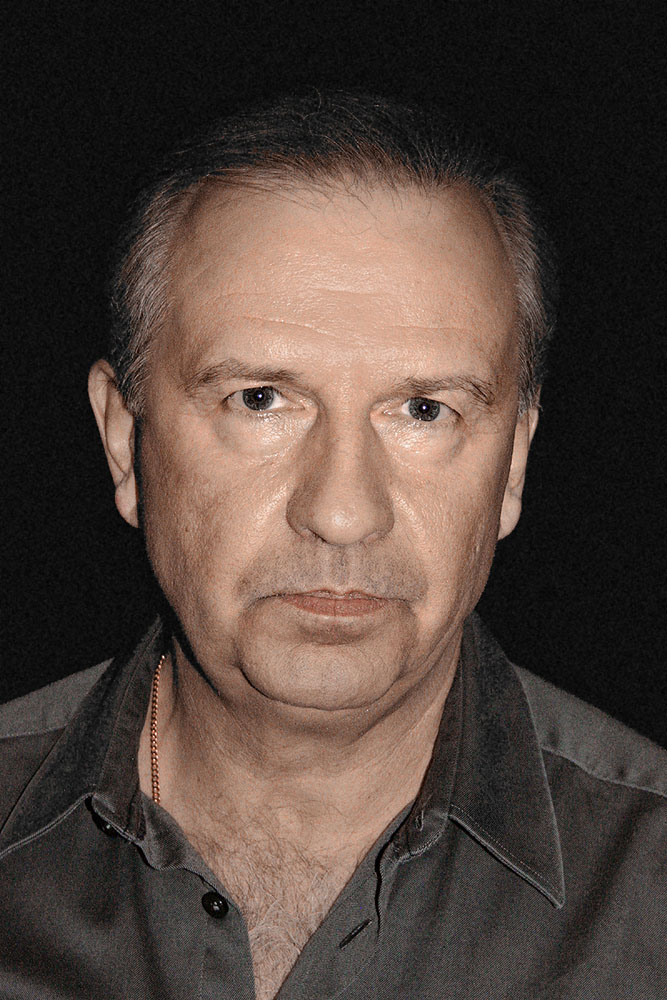
Tomasz Stockinger
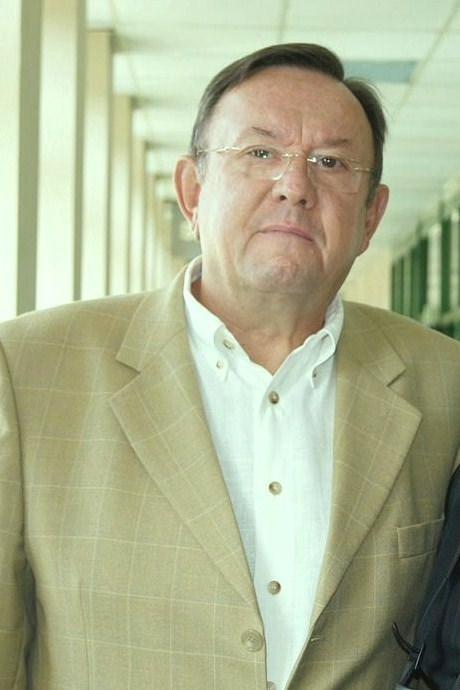
Zbigniew Buczkowski
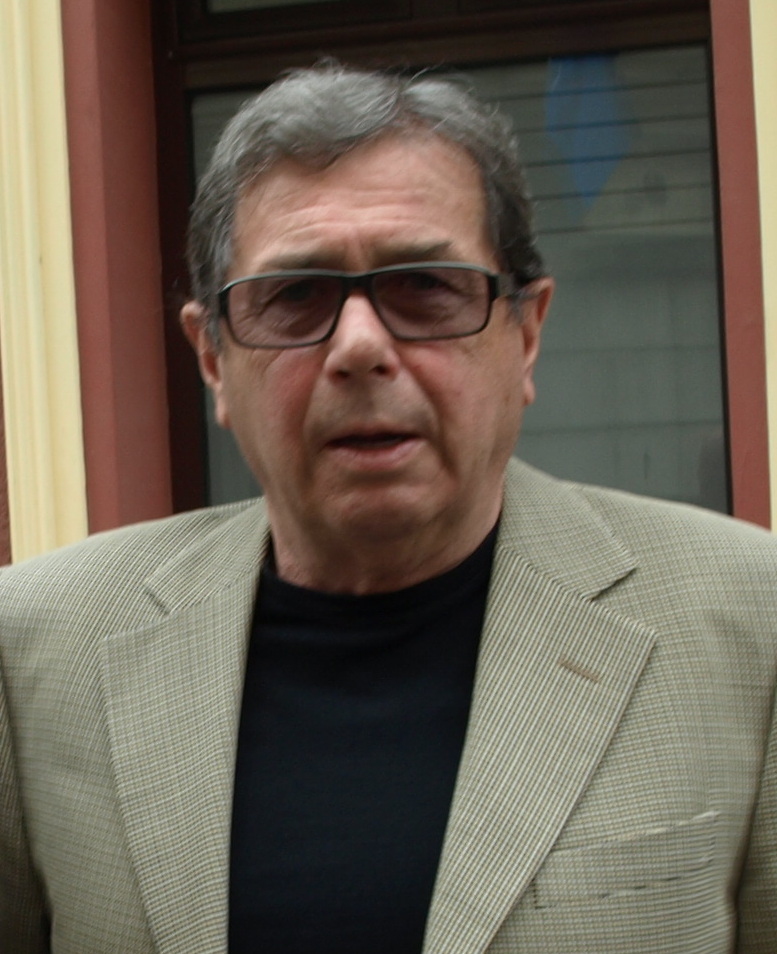
Janusz Gajos
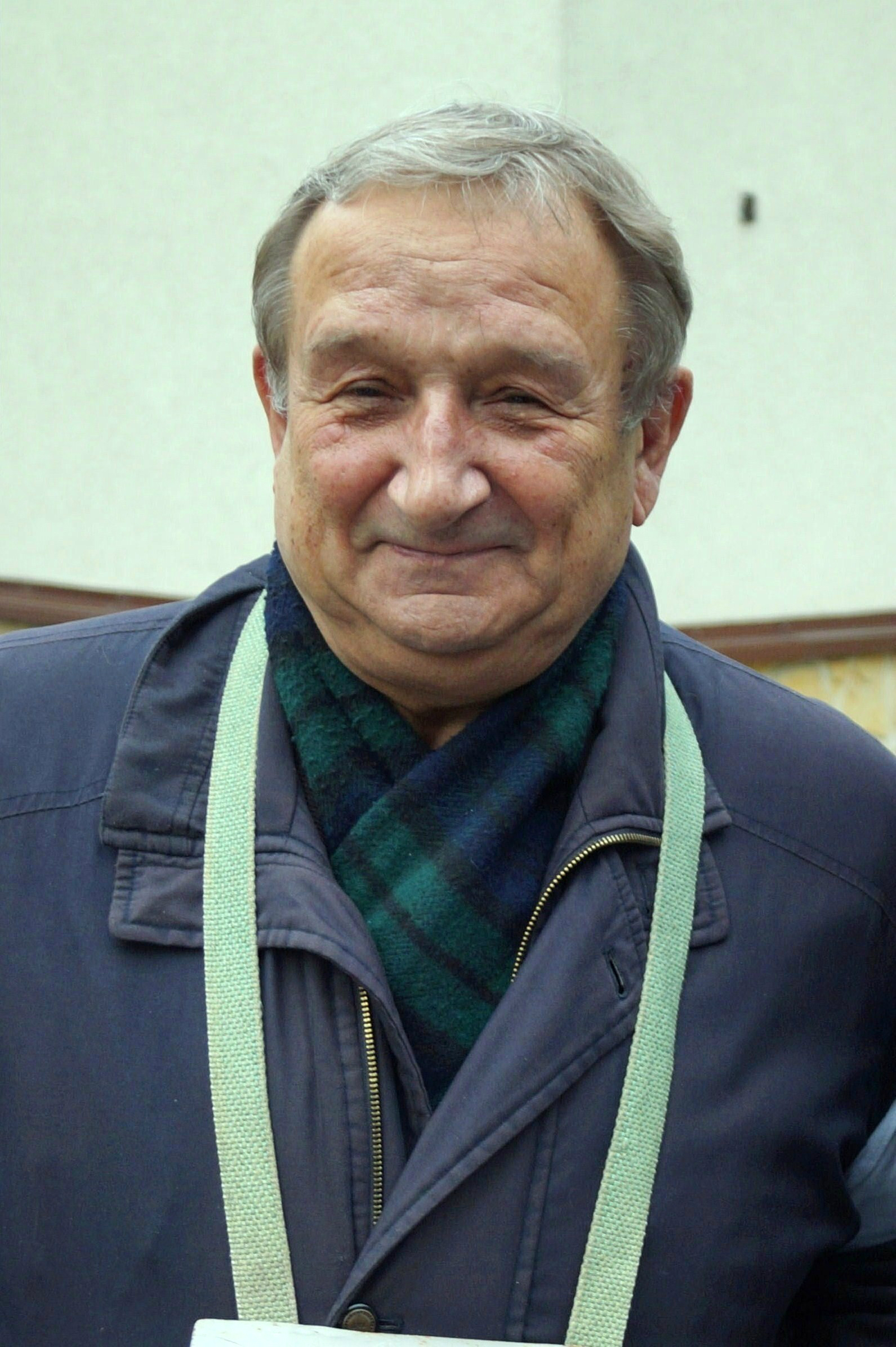
Kazimierz Kaczor

### Aktorka
- Małgorzata Foremniak – Na dobre i na złe – TVP2 (1. miejsce)
- Agnieszka Kotulanka – Klan – TVP1 (2. miejsce)
- Joanna Kurowska – Graczykowie – Polsat (3. miejsce)
- Katarzyna Figura – 13 posterunek 2 – Canal+
- Gabriela Kownacka – Rodzina zastępcza – Polsat

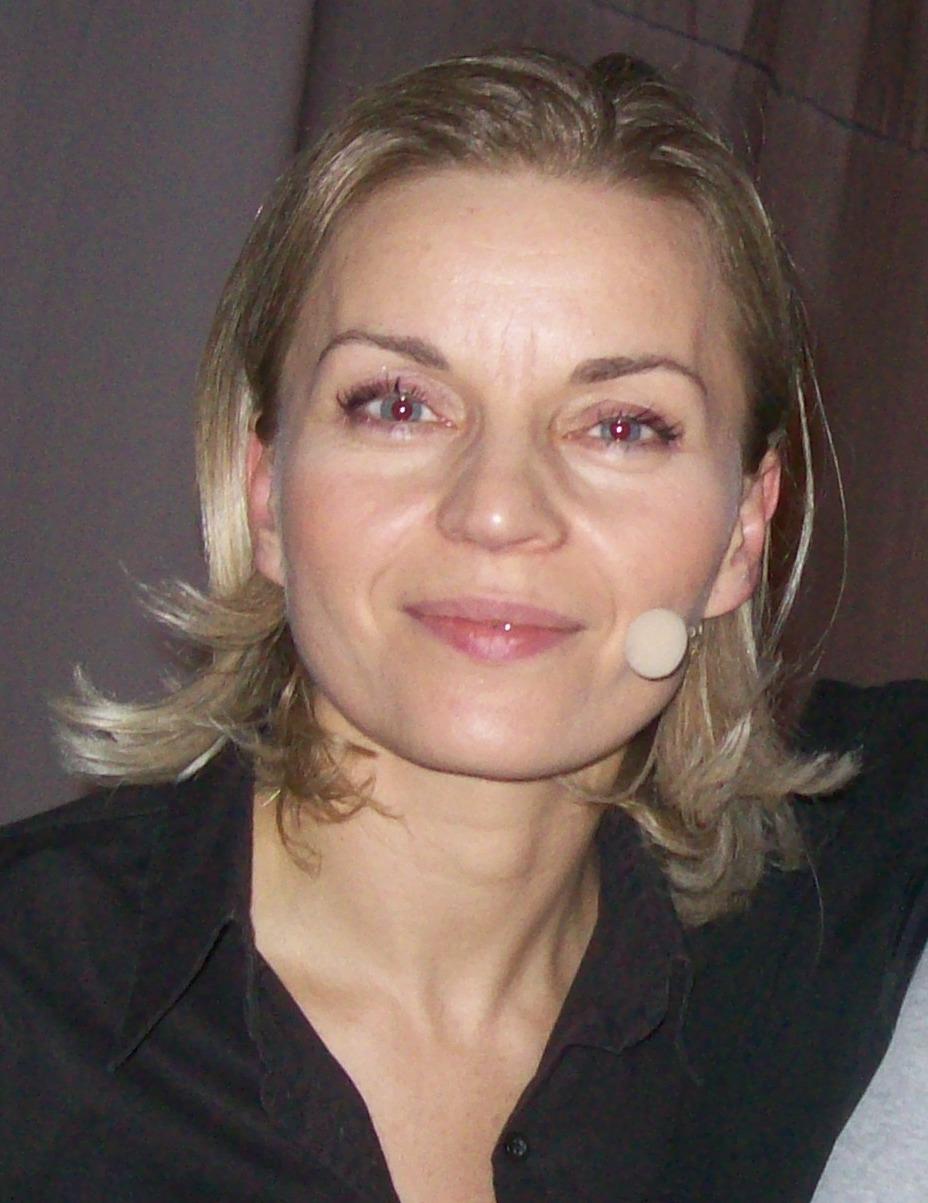
Małgorzata Foremniak
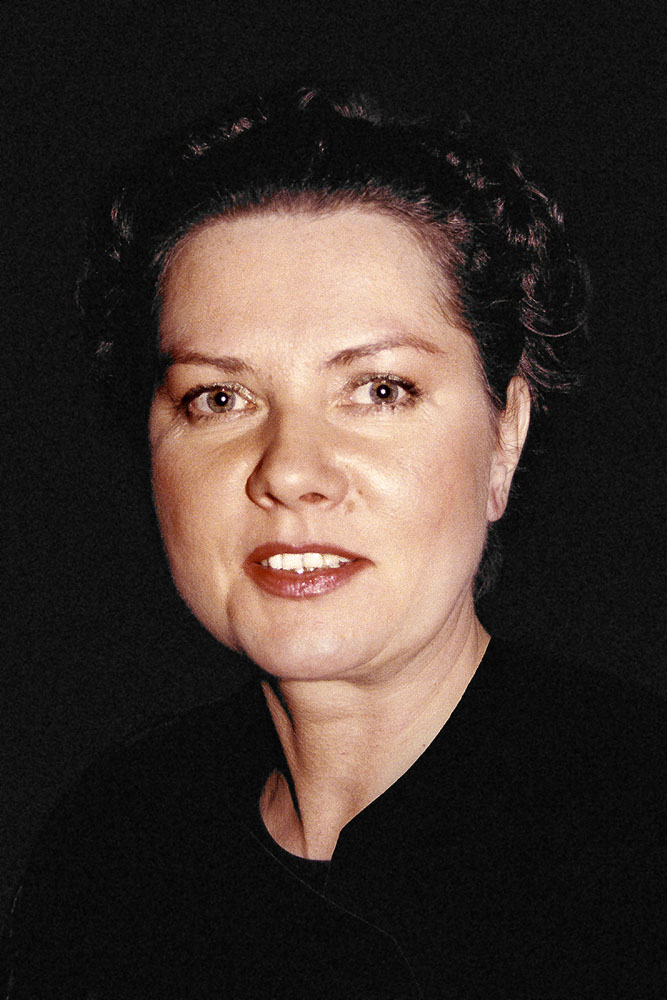
Agnieszka Kotulanka
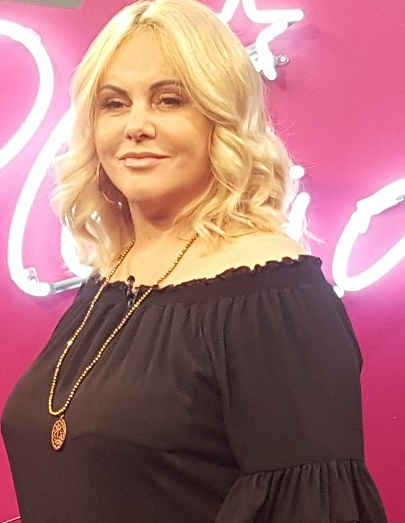
Joanna Kurowska
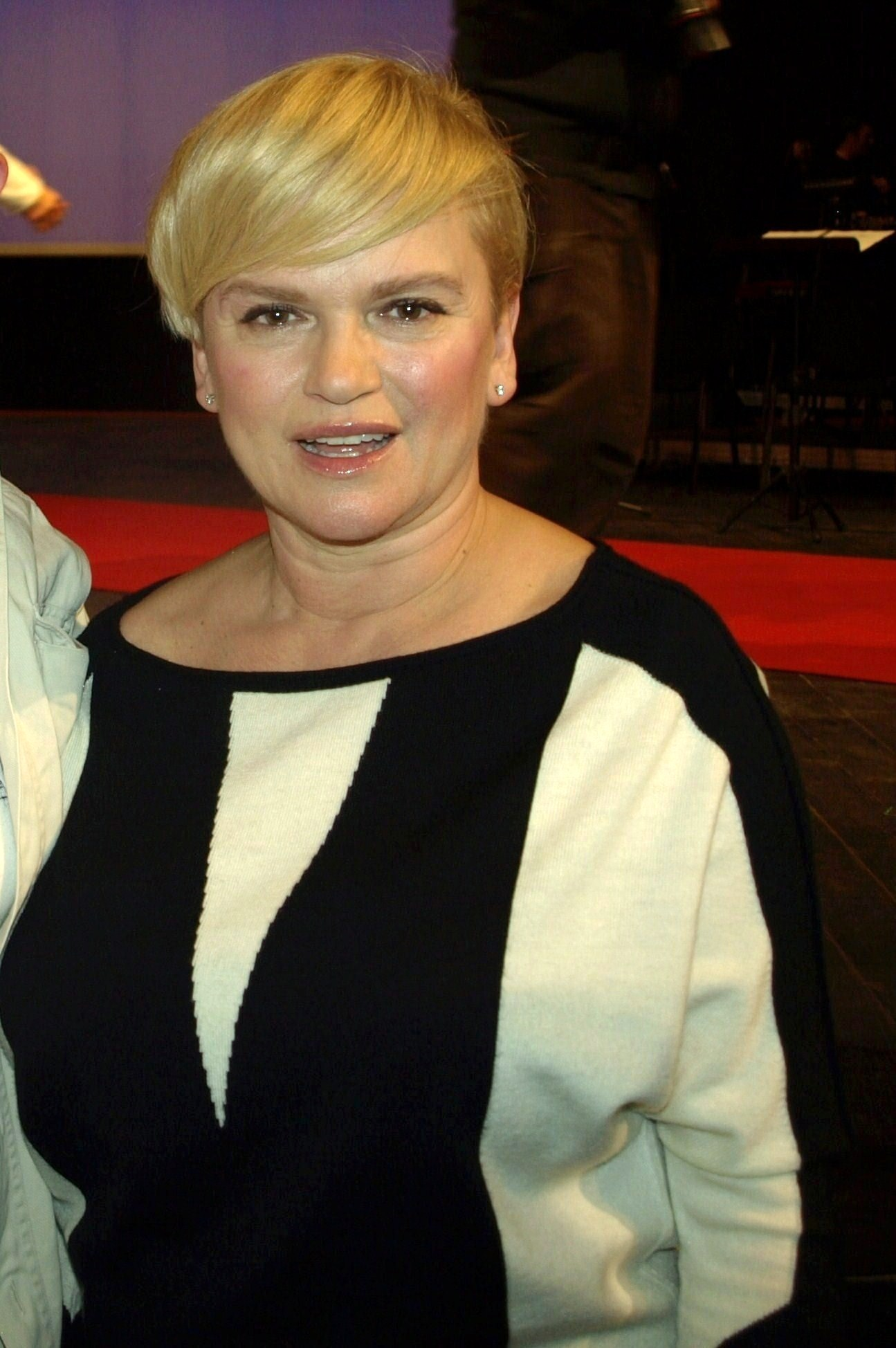
Katarzyna Figura
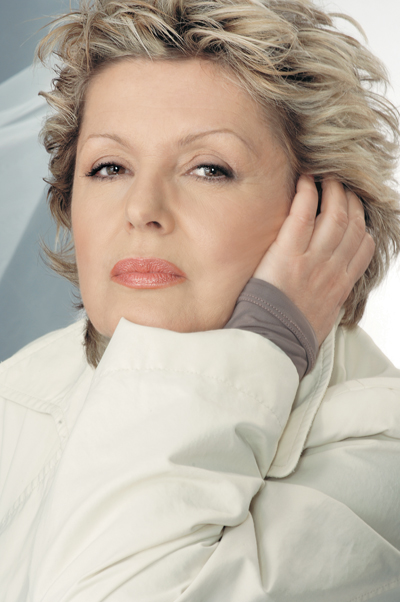
Gabriela Kownacka

### Serial
- Na dobre i na złe – TVP2 (1. miejsce)
- Klan – TVP1 (2. miejsce)
- Złotopolscy – TVP2 (3. miejsce)
- Dom – TVP1
- Rodzina Zastępcza – Polsat

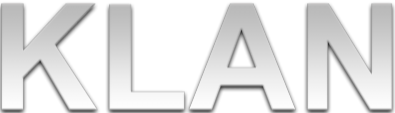
Klan

### Rozrywka
- Marcin Daniec (1. miejsce)
- Tadeusz Drozda (2. miejsce)
- Zbigniew Górny (3. miejsce)
- Krzysztof Piasecki
- Janusz Rewiński

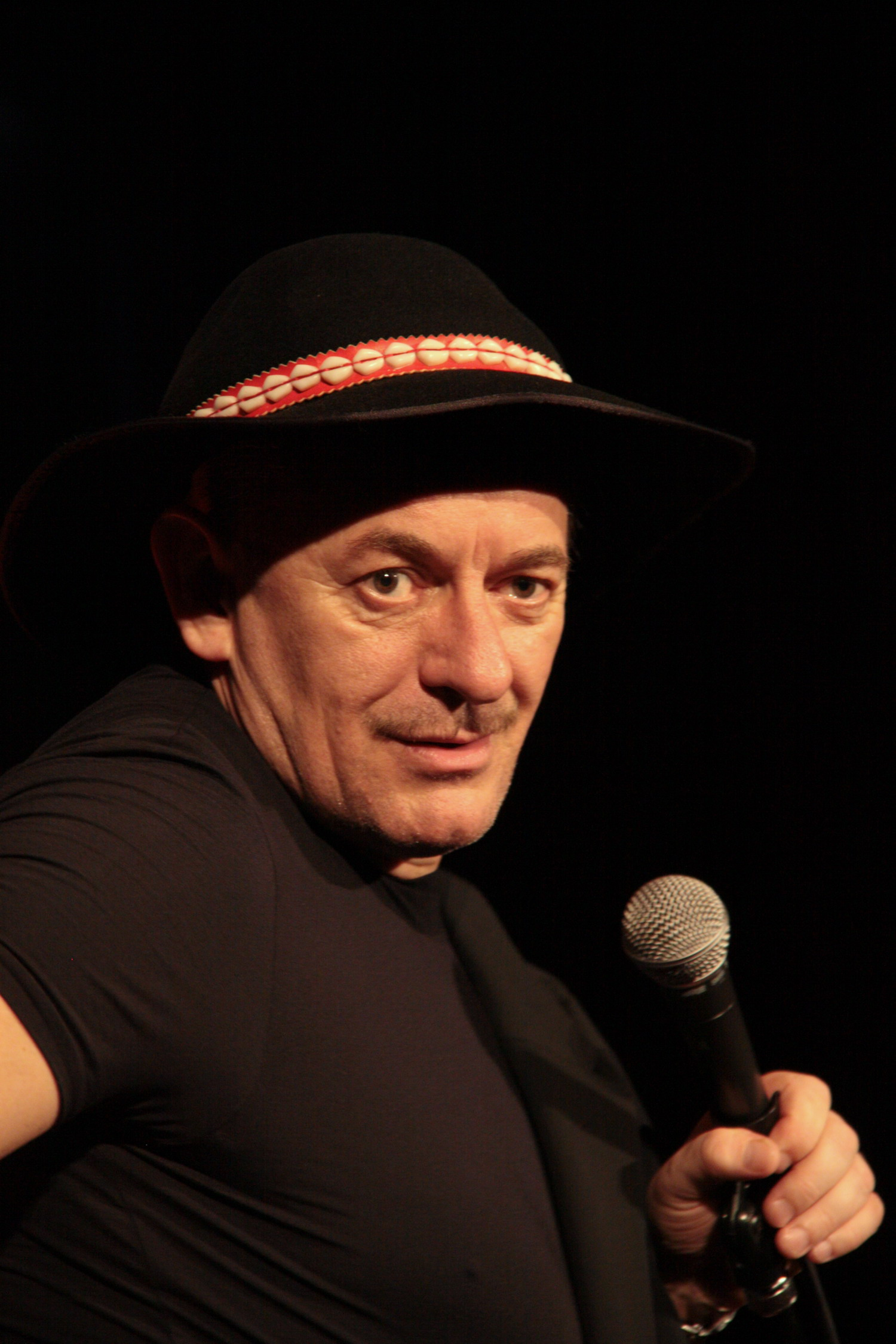
Marcin Daniec
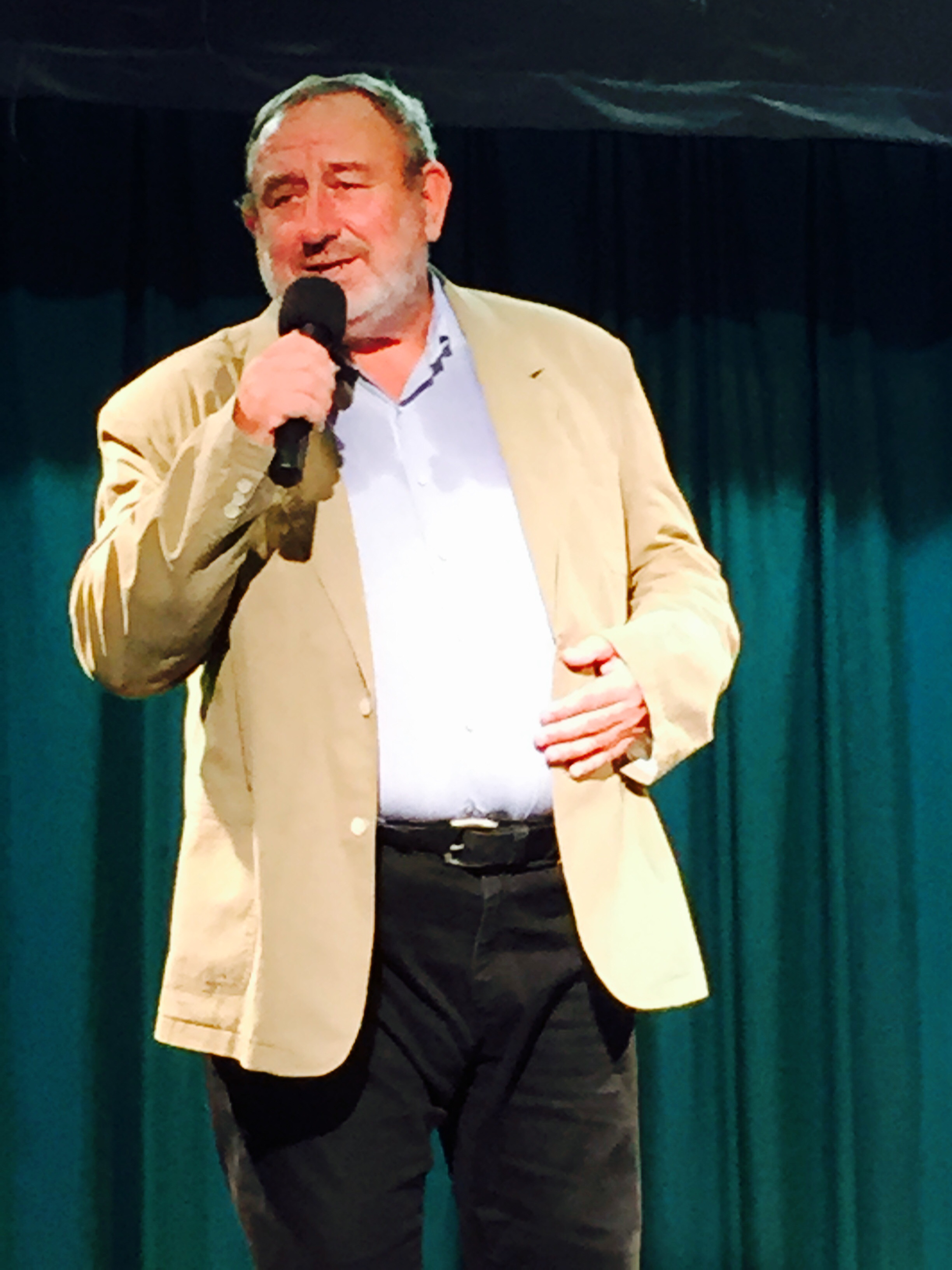
Tadeusz Drozda
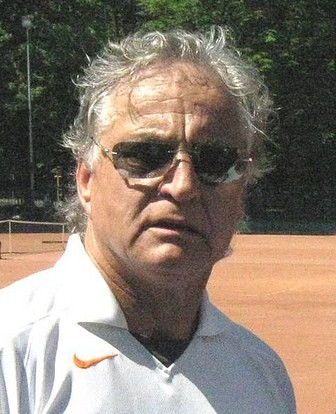
Zbigniew Górny
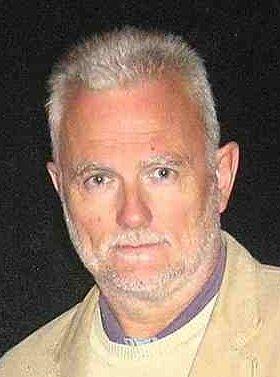
Krzysztof Piasecki
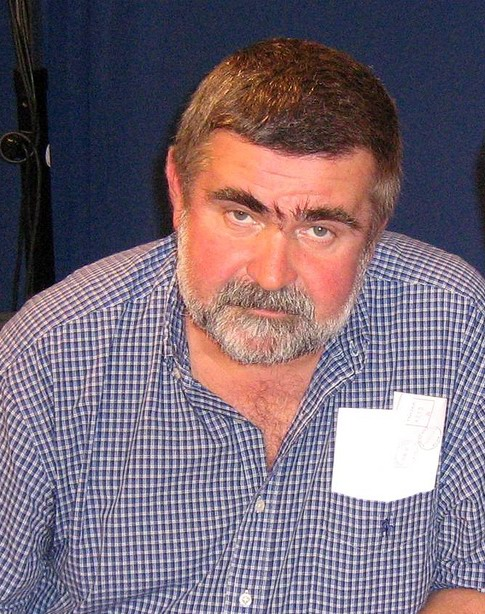
Janusz Rewiński